# 地引貴志
地引 貴志（じびき たかし、1983年5月20日 - ）は、茨城県出身の元ハンドボール選手、指導者。日本ハンドボールリーグの大同特殊鋼で監督を務めている。

## 経歴
守谷市立けやき台中学校時代の1998年に第7回JOCジュニアオリンピックカップでオリンピック有望選手に選ばれた。中学卒業後は茨城県立伊奈高等学校へ進学。
高校卒業後は日本体育大学へ進学し、2003年に第8回アジア男子ジュニア選手権の日本代表U-21に選出。
2006年に日本ハンドボールリーグの大同特殊鋼へ加入。同年は第18回世界男子学生選手権大会の日本代表U-24に選出された。
2011年は全日本社会人ハンドボール選手権大会でベストセブンに選ばれた。
2013年に日韓定期戦の日本代表に選出。
2014年は第16回男子アジア選手権に日本代表として出場。
2015年に現役を引退。
2018年、大同特殊鋼のコーチに就任し、2019年に監督へ昇格した。

## 詳細情報

### タイトル・表彰

#### 社会人選手権
- ベストセブン：1回 (2011年)

## 代表歴

### 日本代表
- アジア選手権 (2012年・2014年)
- ヒロシマ国際大会 (2013年)
- 日韓定期戦 (2013年)

### 日本代表U-24
- 世界男子学生選手権大会 (2006年)

### 日本代表U-21
- アジアジュニア選手権 (2003年)